# When Knights Were Bold (film fra 1916)
When Knights Were Bold er en britisk stumfilm fra 1916 af Maurice Elvey.

## Medvirkende
- Gerald Ames som Sir Bryan Ballymore.
- Marjorie Day.
- Gwynne Herbert som Isaacson.
- Philip Hewland som Barker.
- Hayford Hobbs som Widdicombe.